# 安都玉村
安都玉村（あつたまむら）は山梨県北巨摩郡にあった村。現在の北杜市中部、中央自動車道長坂インターチェンジの東北東一帯にあたる。

## 地理
- 山：旭山、堤山
- 河川：須玉川

## 歴史
- 1874年（明治7年）12月 - 巨摩郡村山北割村・堤村・長沢村が合併して安都玉村となる。
- 1878年（明治11年）7月22日 - 郡区町村編制法の施行により、安都玉村が北巨摩郡の所属となる。
- 1889年（明治22年）7月1日 - 町村制の施行により、安都玉村が単独で自治体を形成。
- 1954年（昭和29年）6月1日 - 安都那村・熱見村・甲村と合併して高根村が発足。同日安都玉村廃止。